# 北海道道988号貰人姉別原野線
北海道道988号貰人姉別原野線（ほっかいどうどう988ごう もうらいとあねべつげんやせん）は、北海道厚岸郡浜中町を、根室市を経て結ぶ一般道道である。

## 概要
1980年の路線認定時は根室市内を経由しなかったが、1994年に起点と終点が大幅に変更され現在の路線となった。全区間舗装されてはいるが、恵茶人地区の一部が狭隘区間となっている。

### 路線データ
- 起点：北海道厚岸郡浜中町恵茶人（北海道道142号根室浜中釧路線交点）
- 終点：北海道厚岸郡浜中町姉別南（国道44号交点）
- 総距離：16.1 km

## 歴史
- 1980年（昭和55年）3月31日 - 路線認定[1]。
- 1994年（平成6年）4月8日 - ルート変更[2]。

## 地理

### 通過する自治体
- 釧路総合振興局
  - 厚岸郡浜中町
- 根室振興局
  - 根室市

### 主な接続道路
浜中町
- 北海道道142号根室浜中釧路線 - 恵茶人（起点）
- 国道44号 - 姉別南（終点）

### 沿線にある施設など
浜中町
- JR北海道 根室本線 姉別駅 - 姉別3丁目